# Hausen (Hunsrück)
Pour les articles homonymes, voir Hausen.
Hausen est une municipalité allemande située dans le land de Rhénanie-Palatinat et l'arrondissement de Birkenfeld.